# Grateley
Grateley – wieś w Anglii, w hrabstwie Hampshire, w dystrykcie Test Valley. Leży 21 km na północny zachód od miasta Winchester i 110 km na zachód od Londynu.